# Municipio de White Rock (condado de Smith)
El municipio de White Rock (en inglés: White Rock Township) es un municipio ubicado en el condado de Smith en el estado estadounidense de Kansas. En el año 2010 tenía una población de 43 habitantes y una densidad poblacional de 0,46 personas por km².

## Geografía
El municipio de White Rock se encuentra ubicado en las coordenadas 39°51′53″N 98°33′21″O / 39.86472, -98.55583. Según la Oficina del Censo de los Estados Unidos, el municipio tiene una superficie total de 92.92 km², de la cual 92,65 km² corresponden a tierra firme y (0,29 %) 0,27 km² es agua.

## Demografía
Según el censo de 2010, había 43 personas residiendo en el municipio de White Rock. La densidad de población era de 0,46 hab./km². De los 43 habitantes, el municipio de White Rock estaba compuesto por el 81,4 % blancos, el 18,6 % eran de otras razas. Del total de la población el 18,6 % eran hispanos o latinos de cualquier raza.